# Menorca
| Menorca                                | Menorca               |
| -------------------------------------- | --------------------- |
| \| \| \| \| Flagge \| Wappen \|        |                       |
| Lage                                   |                       |
| Balearische Inseln (anklickbare Karte) |                       |
| Daten                                  |                       |
| Hauptstadt                             | Maó                   |
| Größte Gemeinde                        | Ciutadella            |
| Amtssprachen                           | Katalanisch, Spanisch |
| Einwohner                              | 100.323 (Stand: 2024) |
| Fläche                                 | 694,72 km²            |
| Bevölkerungsdichte                     | 136,6 Einwohner/km²   |
| Gemeinden                              | 8                     |
| Flagge von Menorca                     | Wappen von Menorca    |
| Flagge                                 | Wappen                |

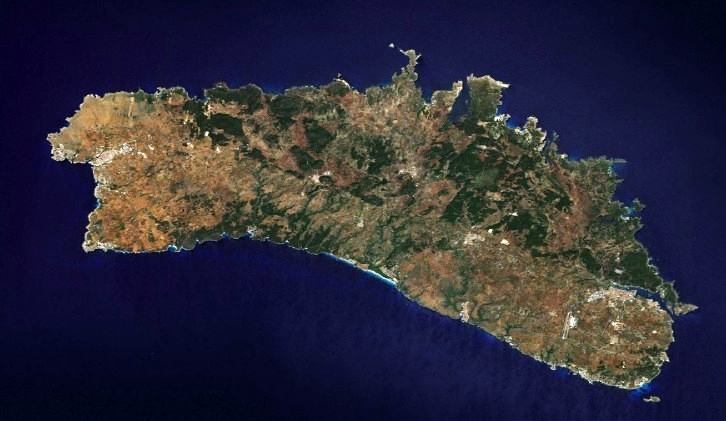
Satellitenbild (genordet)

Menorca [məˈnɔɾkə] ist die östlichste und nördlichste Insel der spanischen autonomen Region Balearen. Ihr katalanischer Name bedeutet „die Kleinere“, im Gegensatz zu Mallorca, „die Größere“. Auf Menorca leben 99.005 Einwohner (Stand: 1. Januar 2023) auf 694 Quadratkilometern. Im Jahr 2006 betrug der Ausländeranteil 14,2 % (12.543 Einwohner), der Anteil deutscher Einwohner 0,8 % (683). Hauptort ist Maó (spanisch/kastilisch: Mahón).

## Geografie

### Geografische Daten
Die Insel hat eine Fläche von fast 700 km². Von Kap La Mola bis zur Landzunge Bajoli ist die Insel etwa 50 Kilometer lang und in Nord-Süd-Richtung 16 Kilometer breit.
Der Norden ist felsig und geprägt von schroffen, zerklüfteten, teilweise fjordartigen Küsten. Im Gegensatz dazu hat der Süden ein sanftes Relief mit einigen tiefen Schluchten, die Küste ist hier geradliniger mit Felsen und langen Sandstränden. In der Mitte der Insel ragt der 357 Meter hohe Monte Toro empor, von dem aus man einen guten Rundblick hat.
Die ca. 285 Kilometer lange Küstenlinie bietet folgende Abwechslungen: Steilküsten, abgeschiedene Buchten und lange Strände sowie einige Naturhäfen.

### Landschaft

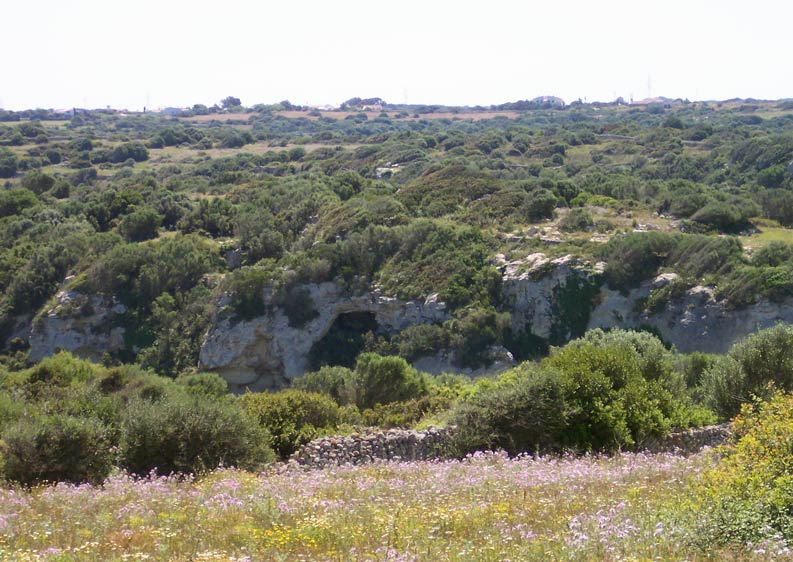
Barranc d’Algendare

Außerhalb der beiden Städte Ciutadella und Maó wird das Bild der Insel vor allem von geruhsamer Beschaulichkeit geprägt: viele von Steinmauern gesäumte Felder, weiß getünchte Bauernhöfe mit alter Käsetradition (siehe Mahón-Menorca-Käse), idyllische Dörfer und malerische Fischerorte.
Insgesamt ist die Insel sehr grün und waldreich und es wird viel Landwirtschaft betrieben. Der ursprüngliche Norden ist felsig und geprägt von schroffen, zerklüfteten, teilweise fjordartigen Küsten, der Süden wirkt sanfter, die Küste ist weniger zerklüftet und weist mehrere touristisch nutzbare Strände auf.

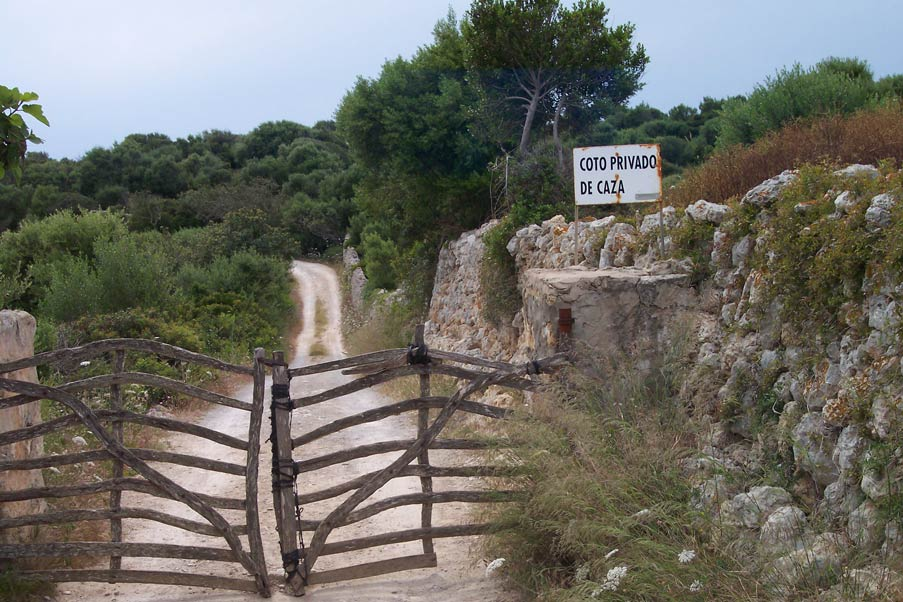
Typisches Tor an einem der vielen Privatwege

In Folge der späten Erschließung durch den Tourismus wurde Menorca vor großen Hotelbauten und Zersiedelung weitgehend bewahrt. Im Jahr 1993 wurde die Insel zu einem Biosphärenreservat erklärt. Heute steht fast die Hälfte der Insel unter Landschafts- und Naturschutz. Viele unbebaute Strände und Landschaften sind somit erhalten geblieben. Die Bauweise der Touristenunterkünfte ist im Vergleich zu den Touristenzentren der Nachbarinseln (Mallorca, Ibiza) großzügiger. Menorca ist deshalb ein Ziel sowohl für Natur- und Kulturinteressierte als auch für Badebegeisterte.

### Inseln
Folgende Inseln gehören zu Menorca und stehen unter der Verwaltung des Consell Insular de Menorca. Am 8. Oktober 1993 wurden die Inseln zum Schutz typischer Landschaften zum Biosphärenreservat erklärt und in die Vereinbarungen der UNESCO aufgenommen. Der Schwerpunkt liegt dabei auf dem Schutz einzelner Landschaftsteile: Naturdenkmale, geschützte Landschaftsbestandteile, Schutz von Arten und Biotopen nach der Richtlinie 79/409/EWG über die Erhaltung der wildlebenden Vogelarten und der Fauna-Flora-Habitat-Richtlinie zur Bildung eines europäischen Biotopverbundsystems Natura 2000.
| Gemeindegebiet | Inselname (Quelle: CIME)              | Fläche (m²) | Höchster Punkt (msnm) |
| -------------- | ------------------------------------- | ----------- | --------------------- |
| Maó            | Illa de la Quarentena auch Illa Plana | 010.000     | …                     |
| Maó            | Llatzaret                             | 293.750     | …                     |
| Maó            | Illa del Rei                          | 042.500     | 14,5                  |
| Maó            | de ses Àguiles                        | 004.475     | 23,5                  |
| Maó            | de sa Mesquida                        | …           | …                     |
| Maó            | Illa d’en Colom                       | 595.000     | 40,0                  |
| Maó            | Illots de sa Cúdia (zwei)             | 012.480     | 22,7                  |
| Maó            | Esculler del Colomar                  | …           | …                     |
| Maó            | Escullets                             | …           | …                     |
| Maó            | de ses Àguiles                        | 002.500     | 13,3                  |
| Maó            | Gran d’Addaia                         | 075.500     | 22,1                  |
| Maó            | Petita d’Addaia                       | 050.000     | 07,8                  |
| Ciutadella     | Cala Fontanelles                      | 002.500     | 18,4                  |
| Es Mercadal    | Esculls de Cala Pregonda              | 018.875     | 10,2                  |
| Es Mercadal    | Bleda Petita                          | 007.500     | 21,5                  |
| Es Mercadal    | de na Ponça                           | …           | …                     |
| Es Mercadal    | Escullets d'Addaia                    | …           | …                     |
| Es Mercadal    | Illa d’en Tusqueta                    | 006.250     | 06,1                  |
| Es Mercadal    | de ses Mones                          | 006.250     | 16,7                  |
| Es Mercadal    | Illa Sargantana                       | 025.700     | 14,5                  |
| Es Mercadal    | Ravells                               | 003.125     | 06,3                  |
| Es Mercadal    | dels Porros de Fornells               | 001.600     | 01,4                  |
| Es Mercadal    | Esculls de Fornells                   | …           | …                     |
| Es Mercadal    | Es Cobrombol                          | …           | …                     |
| Es Mercadal    | dels Porros auch sa Nitja             | 082.500     | 18,5                  |
| Es Mercadal    | Illetes des Carbó                     | 005.000     | 03,6                  |
| Es Mercadal    | de ses Bledes                         | 037.500     | 61,5                  |
| Es Mercadal    | Illot de Binicodrell                  | 005.000     | 06,1                  |
| Es Mercadal    | de na Joanassa                        | …           | …                     |
| Sant Lluís     | Escull de Cala Alcalfar               | …           | …                     |
| Sant Lluís     | Illots de Binibèquer                  | …           | …                     |
| Sant Lluís     | Escull de Binissafúller               | 016.250     | 03,5                  |
| Sant Lluís     | Esculls d’en Marçal                   | 003.750     | 02,5                  |
| Sant Lluís     | Illa de l’Aire                        | 343.750     | 15,0                  |

### Räumliche Einteilung in Landschaftszonen
Menorca wird in zwei Landschaftszonen (katalanisch comarques, Einzahl: comarca) und Gerichtsbezirke untergliedert.

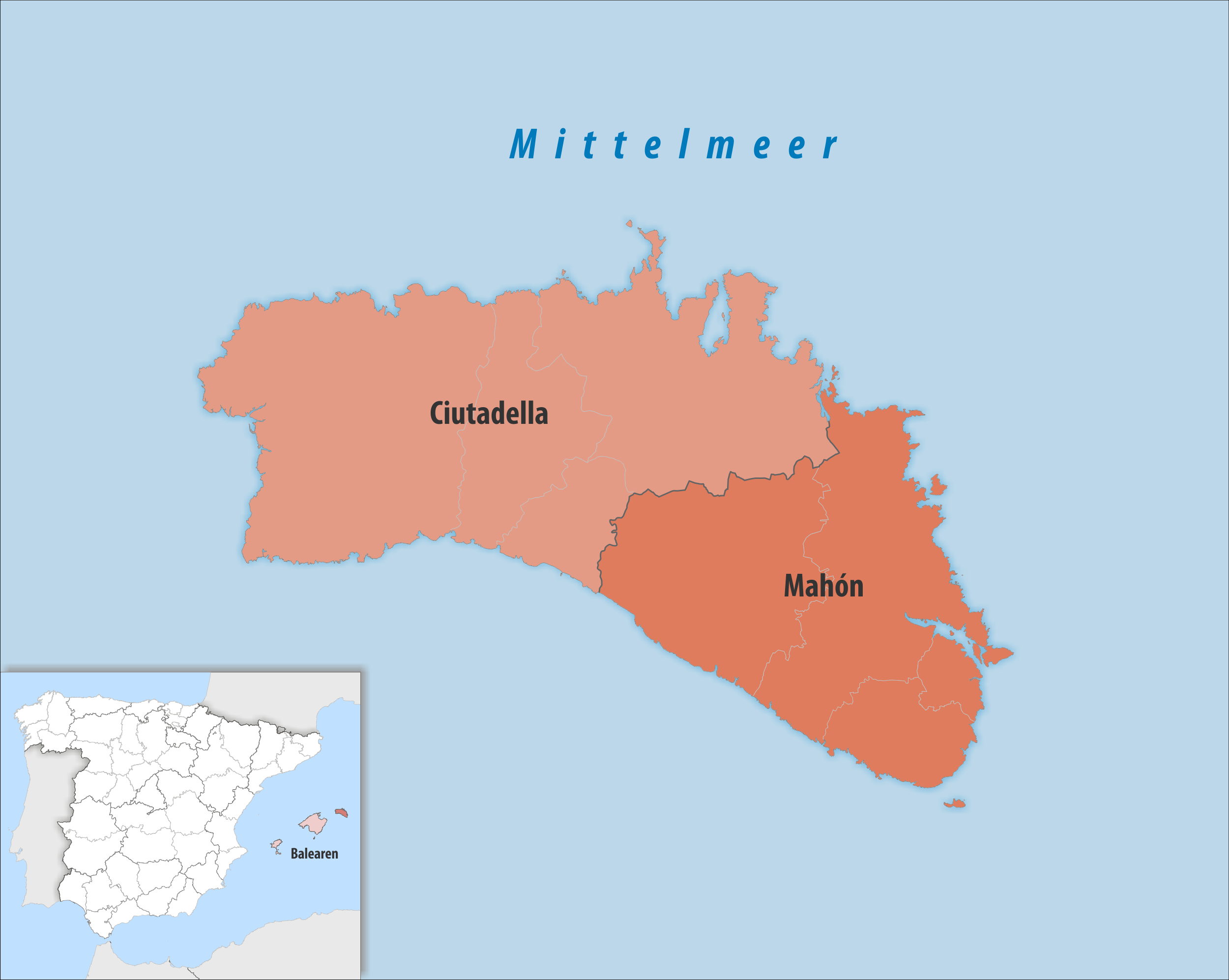
Comarcas und Gerichtsbezirke auf der Insel Menorca

| Comarca    | Gemeinden | Einwohner (2024) | Fläche km² | Dichte Einw./km² | Hauptort   |
| ---------- | --------- | ---------------- | ---------- | ---------------- | ---------- |
| Ciutadella | 4         | 44.960           | 422,21     | 106              | Ciutadella |
| Mahón      | 4         | 55.363           | 273,49     | 202              | Maó        |
| Menorca    | 8         | 100.323          | 695,70     | 144              | Maó        |

### Klima
|                        | Jan  | Feb  | Mär  | Apr  | Mai  | Jun  | Jul  | Aug  | Sep  | Okt  | Nov  | Dez  |   |      |
| Mittl. Temperatur (°C) | 10,8 | 10,8 | 12,3 | 14,3 | 17,8 | 21,8 | 24,9 | 25,4 | 22,6 | 19,4 | 14,9 | 12,1 | ⌀ | 17,3 |
| Mittl. Tagesmax. (°C)  | 14,1 | 14,2 | 15,9 | 18,0 | 21,6 | 25,8 | 28,9 | 29,2 | 26,2 | 22,7 | 18,1 | 15,2 | ⌀ | 20,9 |
| Mittl. Tagesmin. (°C)  | 7,5  | 7,4  | 8,6  | 10,6 | 13,9 | 17,8 | 20,8 | 21,5 | 18,9 | 16,1 | 11,6 | 9,0  | ⌀ | 13,7 |
|                        |      |      |      |      |      |      |      |      |      |      |      |      |   |      |
| Niederschlag (mm)      | 52   | 54   | 38   | 45   | 37   | 14   | 3    | 20   | 61   | 78   | 88   | 61   | Σ | 551  |
|                        |      |      |      |      |      |      |      |      |      |      |      |      |   |      |
| Sonnenstunden (h/d)    | 4,6  | 5,2  | 6,5  | 7,4  | 8,7  | 10,4 | 11,2 | 10,1 | 7,5  | 5,9  | 4,7  | 4,2  | ⌀ | 7,2  |
|                        |      |      |      |      |      |      |      |      |      |      |      |      |   |      |
| Regentage (d)          | 7,1  | 6,9  | 5,8  | 6,0  | 4,4  | 2,0  | 0,6  | 2,0  | 5,4  | 7,4  | 8,1  | 8,4  | Σ | 64,1 |
|                        |      |      |      |      |      |      |      |      |      |      |      |      |   |      |
| Wassertemperatur (°C)  | 14   | 13   | 14   | 14   | 17   | 20   | 23   | 25   | 23   | 21   | 18   | 15   | ⌀ | 18,1 |
|                        |      |      |      |      |      |      |      |      |      |      |      |      |   |      |
| Luftfeuchtigkeit (%)   | 77   | 76   | 73   | 72   | 70   | 64   | 63   | 65   | 70   | 75   | 75   | 77   | ⌀ | 71,4 |

| 7,5 |

| 7,4 |

| 8,6 |

| 10,6 |

| 13,9 |

| 17,8 |

| 20,8 |

| 21,5 |

| 18,9 |

| 16,1 |

| 11,6 |

| 9,0 |

| 7,5 |

| 7,4 |

| 8,6 |

| 10,6 |

| 13,9 |

| 17,8 |

| 20,8 |

| 21,5 |

| 18,9 |

| 16,1 |

| 11,6 |

| 9,0 |

## Vorgeschichte

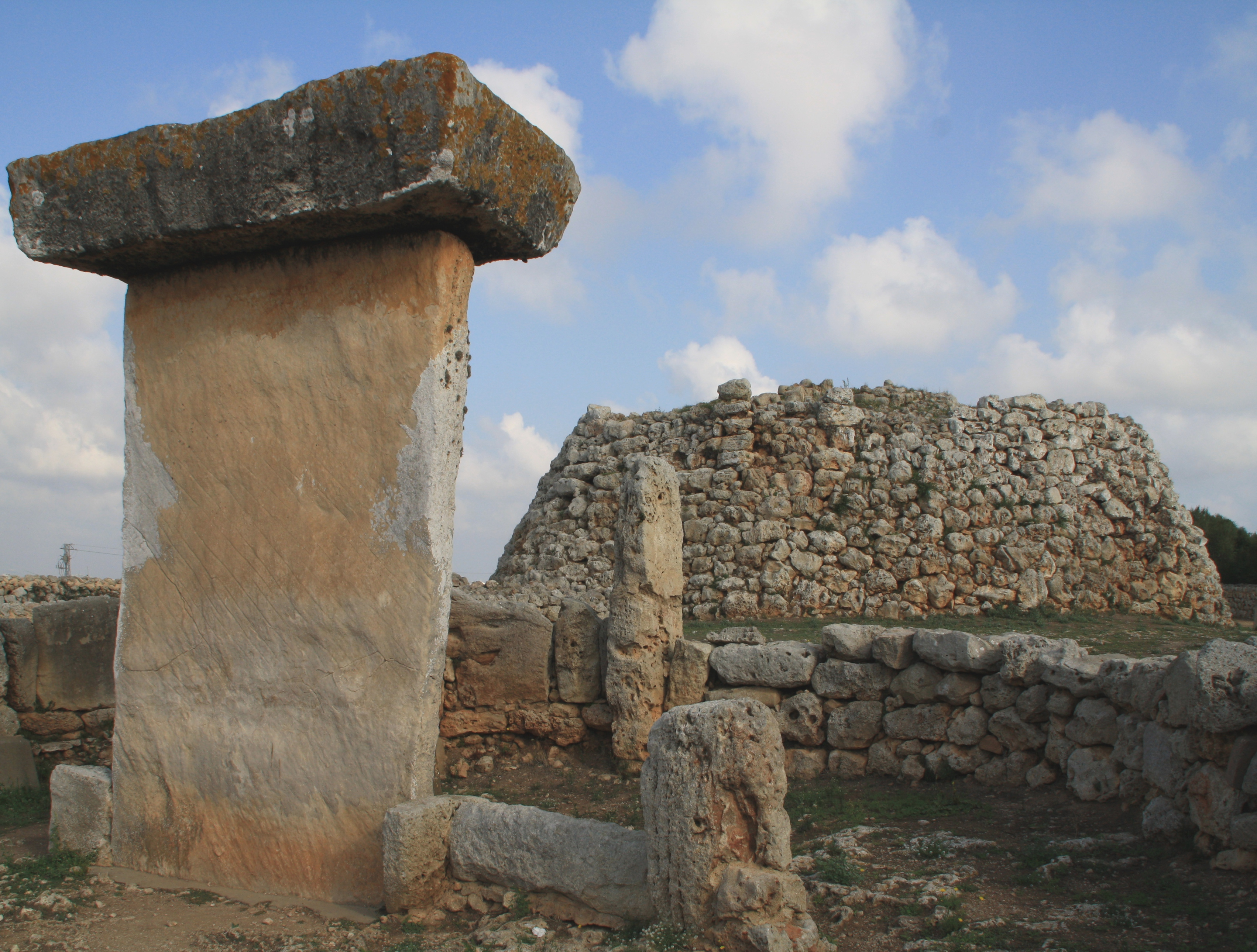
Taula und Talaiot in Trepucó

Die Spuren menschlicher Besiedlung kann man bis in die Jungsteinzeit, d. h. bis 6000 Jahre v. Chr., zurückverfolgen. Wahrscheinlich gelangten die ersten neolithischen Siedler mit Booten von der französischen Mittelmeerküste auf die Balearen. Der älteste Hinweis auf die Existenz von Ackerbauern datiert aus dem 3. Jahrhundert v. Chr. Der älteste Kultbau ist die künstliche Höhle, ihr folgt die Naveta, der Prototalayot der Talayot-Kultur und das Hypostylon – ein etwa 1,5 Meter in den Boden eingetiefter Raum mit Seitenmauerwerk und Pilastern, in der Mitte Säulen vom „westmediterranen polylithischen Typ“, deren Kapitelle die Deckenplatten tragen. Die jüngste eigenständige Kultbaueinheit der Insel ist die Taula, die eventuell ein überdimensionales Hypostylon darstellt.

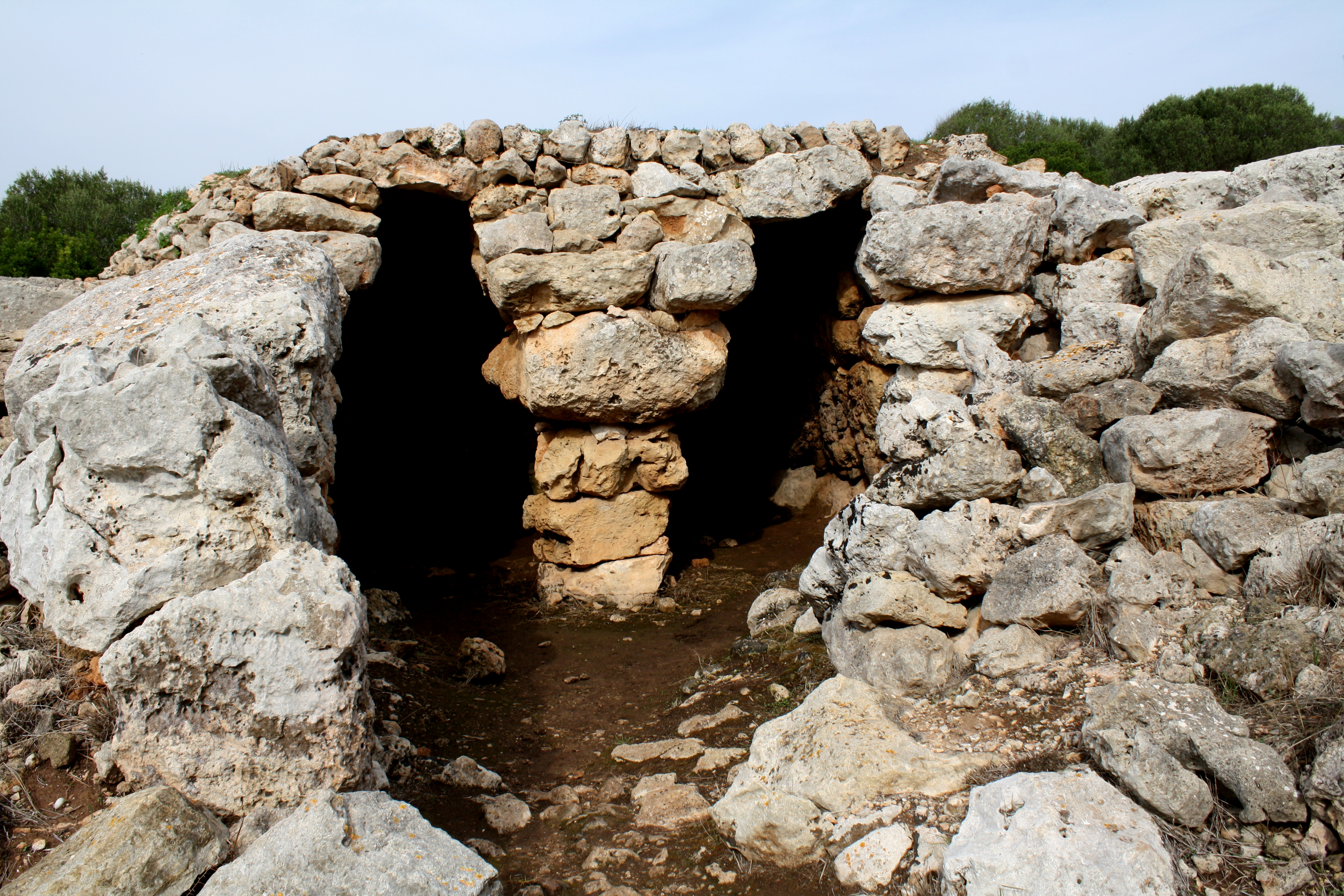
Säule des „westmediterranen polylithischen Typs“ in Son Mercer de Baix

1995 und 1997 wurden auf Menorca in den Höhlen von Es Càrritx und Es Mussol im Westen der Insel außergewöhnliche archäologische Entdeckungen gemacht. In Es Càrritx trafen die Speläologen auf eine intakte Kollektivbestattung aus der Spätbronzezeit. Die etwa 35.000 Menschenreste, 4000 Keramikfragmente, 170 Metallobjekte, mehrere hundert Knochenknöpfe und Fayenceperlen befanden sich noch so, wie sie nach der letzten Bestattung um 820 v. Chr. liegen geblieben waren. Etwa 90 Meter vom Eingang entfernt entdeckte man ein Versteck, in dem Holz-, Metall- und Keramikgegenstände lagen, unter denen eine Reihe von bisher unbekannten Holz- und Hornzylindern mit menschlichem, rot gefärbtem Haar Aufsehen erregte.
Ähnlich gelagert sind die Funde aus Es Mussol. Unter anderem entdeckte man in einer kleinen Kammer im Höhleninneren verschiedene Holzschnitzereien, insbesondere zwei Köpfe mit deutlich menschlichen Zügen. Die Erforschung dieser Hinterlassenschaften stellt eine besondere Herausforderung für die bisher entwickelte archäologische Theorienstruktur dar.

## Geschichte
Menorca wurde von vielen Völkern beeinflusst: Phöniziern, Griechen, Karthagern, Römern, Vandalen, Mauren, Spaniern, Briten und Franzosen. Der zum ersten Mal genannte Name der Insel war Nura – Feuer auf phönizisch. Zur Zeit der Römer hieß die Insel Minor – die kleinere, woraus dann Menorca wurde.

### Frühes Mittelalter

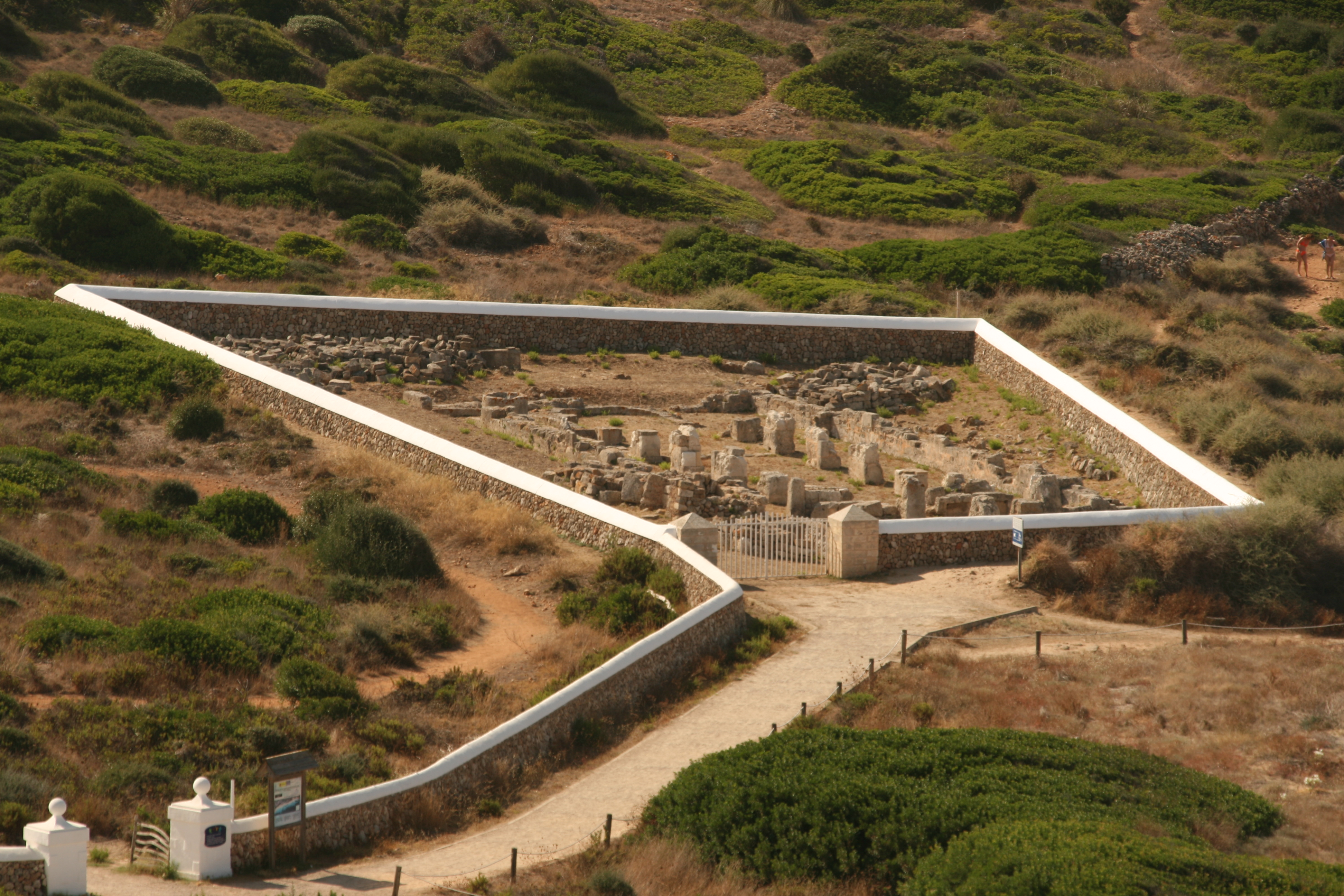
Überreste der frühchristlichen Basilika von Son Bou

425 nahmen die Vandalen unter Gunderich die Balearen und mit ihnen Menorca in Besitz. Um 560 kamen sie unter das oströmische Kaisertum, von diesem an die Republik Pisa und 798 in die Hände der Mauren und gehörten – nach einem fränkischen Intermezzo – dann zum Kalifat von Córdoba.

### Mittelalter
Menorca wurde 1287 unter Alfons III. von den Mauren zurückerobert, die gesamte muslimische Bevölkerung wurde versklavt. Menorca gehörte nun ebenso wie Katalonien zur Krone Aragon. Zeitweise bildeten sie zusammen mit Teilen Kataloniens einen von einer Nebenlinie des aragonesischen Königshauses regierten selbständigen Staat, das Königreich Mallorca. 1344 eroberte Peter IV. von Aragón die Balearen. Nun wurden die Inseln mit den Stammländern der Dynastie vereinigt. Durch die Vereinigung der Kronen von Aragonien und Kastilien wurden sie schließlich Teil der spanischen Monarchie.

### Neuzeit
1708 wurde Maó von den Briten erobert. Der Friede von Utrecht (1713), mit dem der spanische Erbfolgekrieg beendet wurde, sprach Menorca dem britischen Empire zu. Im Siebenjährigen Krieg wurde die Insel 1756 von Frankreich besetzt, im Pariser Frieden 1763 aber wiederum Großbritannien zugesprochen. Nach dem Eintritt Spaniens und Frankreichs in den Amerikanischen Unabhängigkeitskrieg eroberten spanisch-französische Truppen 1782 die Insel. Im Frieden von Versailles (1783) musste Großbritannien die Insel formell an Spanien zurückgeben, von 1798 bis 1802 wurde Menorca jedoch erneut britisch besetzt.
1833 wurde die spanische Provinz der Balearischen Inseln gegründet. Im ausgehenden 19. Jahrhundert gab es erste Ansätze einer regionalen Unabhängigkeitsbewegung. Bereits 1931 wurde in der Zweiten Spanischen Republik für die Balearen ein Autonomie-Status vorgeschlagen, doch verhinderte der Ausbruch des Spanischen Bürgerkrieges weitere Entscheidungen in dieser Richtung. Da die Briten während des Krieges weiterhin eine Flottenbasis auf Menorca behielten, schützte sie dies vor einer sofortigen Machtergreifung der Putschisten. Als sich die bevorstehende Niederlage der Regierung jedoch abzeichnete, wurde die Insel am 7. Februar 1939 von Alan Hilgarth, dem britischen Konsul in Mallorca, an Bord der Devonshire den Franquisten übergeben. Erst am 1. März 1983 trat das Autonomiestatut für die Balearen in Kraft.

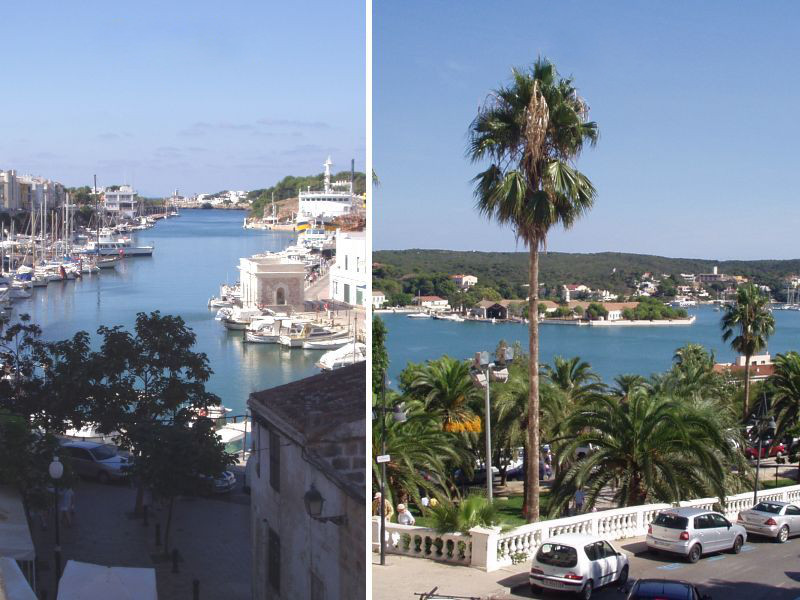
Ciutadella und Maó

Die beiden größten Städte der Insel sind:
- Maó – an einem langgezogenen Naturhafen gelegen. Der Aufschwung der Stadt begann unter der Herrschaft der Briten im 18. Jahrhundert. Aus strategisch-politischen Gründen wurde Maó 1722 zur Hauptstadt erklärt. Heute vereint Maó englischen Stil mit mediterraner Atmosphäre.
- Ciutadella – Die ehemalige Inselhauptstadt hat sich bis heute ihren mittelalterlichen Charme bewahren können. In Ciutadella gibt es einen alten Hafen, Kirchen, Adelspaläste und enge romantische Altstadtgassen, aber auch Einkaufs- und Ausgehmöglichkeiten.

| Jahr      | 1842   | 1877   | 1900   | 1920   | 1940   | 1960   | 1981   | 2001   | 2011   |
| --------- | ------ | ------ | ------ | ------ | ------ | ------ | ------ | ------ | ------ |
| Einwohner | 32.118 | 33.530 | 38.373 | 42.849 | 42.180 | 42.305 | 57.243 | 71.524 | 94.875 |

## Sprache
Amtssprachen sind Katalanisch und Spanisch (Kastilisch). Der auf der Insel gesprochene katalanische Dialekt wird Menorquí genannt. Seit 1983 ist Katalanisch gleichberechtigte Amtssprache. Die katalanische Sprache verbreitete sich infolge der Eroberung Menorcas durch Alfonso III. im Jahre 1287 durch die damalige Neubesiedlung der Insel mit Siedlern, die überwiegend aus Katalonien stammten.
In das Menorquinische wurden aber auch zahlreiche Wörter und Ausdrücke übernommen, die aus der britischen Besatzungszeit stammen. Das Wort xoc beispielsweise bezeichnet die Kreide (englisch chalk), mèrvels (englisch marbles = Marmor) oder auch bòtil (englisch bottle = Flasche) wurden daraus abgeleitet.
1986 trat das Gesetz zur linguistischen Normalisierung der katalanischen Sprache in Kraft, das die Aufgabe hatte, die katalanische Sprache in der Öffentlichkeit zu fördern. Dadurch hat sich das Katalanische weiter gefestigt. Auf den Hinweisschildern der Insel Menorca findet man heute katalanische Namen vor wie zum Beispiel: port (statt puerto für Hafen), platja (statt playa für Strand), oder auch camí (statt camino für den Weg).

## Wirtschaft und Infrastruktur

### Transport
Der internationale Flughafen Menorca befindet sich im Osten der Insel, knapp vier Kilometer südwestlich dem Hauptort Maó (Mahon).
Der Hafen von Maó gilt als der größte Naturhafen des Mittelmeers mit täglichen Fährverbindungen nach Barcelona, Palma und Valencia. Vom Hafen in Ciutadella bestehen Verbindungen nach Alcúdia auf Mallorca sowie Toulon in Frankreich.

### Energieversorgung
Die Inselregierung fördert Konferenzen und Start-ups zur umweltfreundlichen Energiegewinnung und nachhaltigen Wasserwirtschaft.
- Liste der Kraftwerke auf den Balearischen Inseln

### Strände

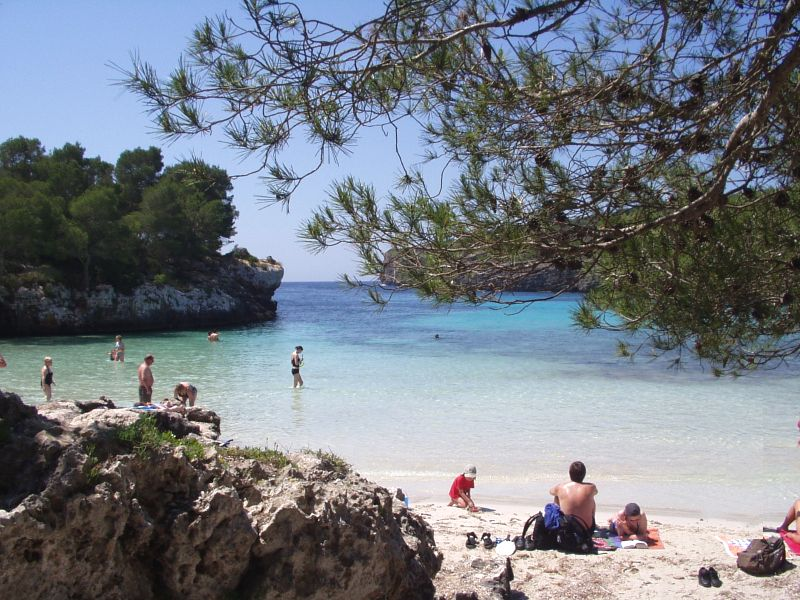
Cala en Turqueta

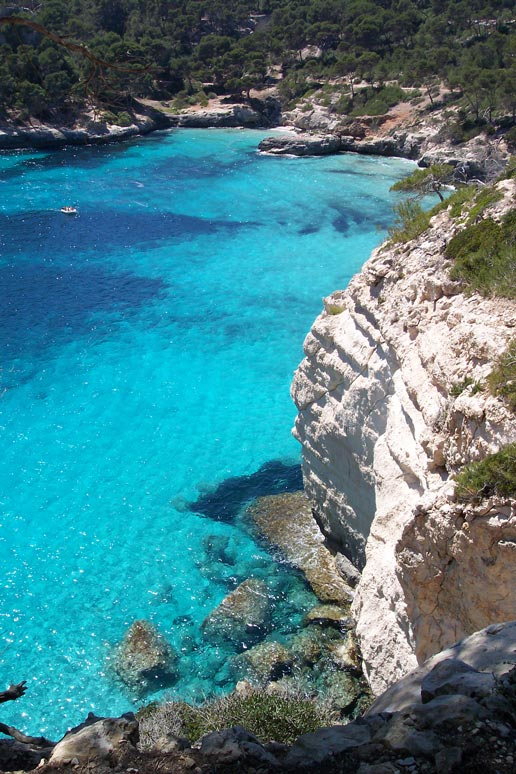
Cala Mitjana
(südwestlich von Ferreries)

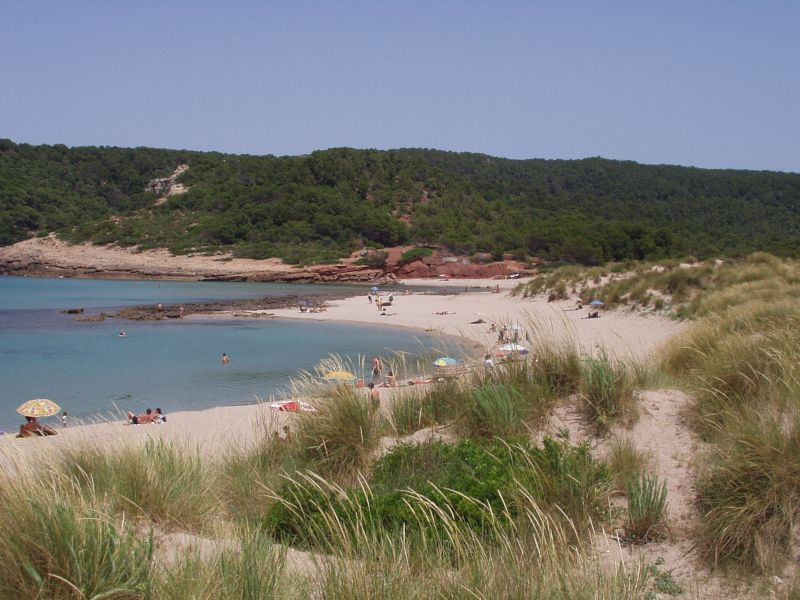
La Vall

Ähnlich wie Mallorca besitzt Menorca eine Vielzahl von Stränden und Badebuchten. Hinsichtlich der Beschaffenheit der Strände unterscheiden sich die, wegen des Windes, eher von Surfern aufgesuchte Nordküste (mehr dunkel und grobkörnig) und die eher von Badeurlaubern aufgesuchte Südküste (hell und feinsandig) voneinander.

## Menorquinische Küche
Die menorquinische Küche ist einfacher und deftiger als die mallorquinische. Zusätzlich zu Olivenöl wird auch viel mit Butter und Sahne gekocht. Die Salsa Mahonesa, Vorläufer der Mayonnaise, ist eine wichtige Beilage. Grundlage der Fischbrühe Caldereta de Langosta sind Langusten. Als Spezialität gilt der Käse der Insel, Queso Mahón genannt. Er wird aus roher Kuhmilch hergestellt und verfügt über das Qualitätssiegel „Denominación de Origen“. In Alaior gibt es viele Käsereien; dort wurde auch die spanische Speiseeismarke La Menorquina gegründet. 

## Persönlichkeiten
- Marc Martí Totxo (1531–1617), Theologe
- Richard O’Cahan (1666–1736), Gouverneur
- Claudio S. Grafulla (1812–1880), Musiker, Komponist und Dirigent
- Francesc de Borja Moll i Casasnovas (1903–1991), Sprachwissenschaftler, Philologe
- Josep Miquel Vidal i Hernández (1939–2013), Physiker, Forscher und Autor
- José Roberto Torrent Prats (1904–1990), Maler
- Joan Pons (* 1946), Opernsänger
- Chloe Morris (* 1985), spanische Dressurreiterin
- Olivia Delcán (* 1992), Schauspielerin und Drehbuchautorin